# العلاقات الإثيوبية البالاوية
العلاقات الإثيوبية البالاوية هي العلاقات الثنائية التي تجمع بين إثيوبيا وبالاو.

## مقارنة بين البلدين
هذه مقارنة عامة ومرجعية للدولتين:
| وجه المقارنة                                              | إثيوبيا                        | بالاو                         |
| --------------------------------------------------------- | ------------------------------ | ----------------------------- |
| المساحة (كم2)                                             | 1.10 مليون                     | 465                           |
| عدد السكان (نسمة)                                         | 104.96 مليون                   | 21.73 ألف                     |
| الكثافة السكانية (ن./كم²)                                 | 95.42                          | 4.67 ألف                      |
| العاصمة                                                   | أديس أبابا                     | نغيرولمود، كورور              |
| اللغة الرسمية                                             | اللغة الأمهرية                 | لغة إنجليزية، اللغة البالاوية |
| العملة                                                    | بير إثيوبي                     | دولار أمريكي                  |
| الناتج المحلي الإجمالي (بليون دولار)                      | 80.56 مليار                    | 291.54 مليون                  |
| الناتج المحلي الإجمالي (تعادل القوة الشرائية) بليون دولار | 161.90 مليار                   | 326.12 مليون                  |
| الناتج المحلي الإجمالي الاسمي للفرد دولار أمريكي          | 619                            | 13.50 ألف                     |
| الناتج المحلي الإجمالي للفرد دولار أمريكي                 | 1.50 ألف                       | 14.76 ألف                     |
| مؤشر التنمية البشرية                                      | 0.442                          | 0.780                         |
| رمز المكالمات الدولي                                      | +251                           | +680                          |
| رمز الإنترنت                                              | .et                            | .pw                           |
| المنطقة الزمنية                                           | ت ع م+03:00، توقيت شرق أفريقيا | ت ع م+09:00                   |

## منظمات دولية مشتركة
يشترك البلدان في عضوية مجموعة من المنظمات الدولية، منها:
| علم المنظمة | اسم المنظمة                                 | تاريخ انضمام إثيوبيا | تاريخ انضمام بالاو |
| ----------- | ------------------------------------------- | -------------------- | ------------------ |
|             | مؤسسة التنمية الدولية                       | 11 أبريل 1961        | 16 ديسمبر 1997     |
|             | منظمة حظر الأسلحة الكيميائية                | ?                    | ?                  |
|             | الأمم المتحدة                               | 13 نوفمبر 1945       | 15 ديسمبر 1994     |
|             | وكالة ضمان الاستثمار متعدد الأطراف          | 13 أغسطس 1991        | 16 ديسمبر 1997     |
|             | مؤسسة التمويل الدولية                       | 20 يوليو 1956        | 16 ديسمبر 1997     |
|             | مجموعة دول أفريقيا والكاريبي والمحيط الهادئ | ?                    | ?                  |
|             | البنك الدولي للإنشاء والتعمير               | 27 ديسمبر 1945       | 16 ديسمبر 1997     |
|             | يونسكو                                      | 1 يوليو 1955         | 20 سبتمبر 1999     |

## وصلات خارجية
- موقع وزارة الخارجية الإثيوبية